# SATURDAY MORNING EYE
SATURDAY MORNING EYE（サタデーモーニングアイ）は、2009年9月26日までエフエム福岡（FM FUKUOKA）で毎週土曜日6:00 - 8:30に放送していた番組である。パーソナリティは初代が自社アナウンサーの中島愛。2009年7月より同じく自社アナウンサーの香月千鶴が担当している。後番組はSTAND UP! MORNING。

## コーナー
- MORNING EYE!! 朝一ニュース
- 起きんかコ～ル
- MUSIC BOX
- fm fukuoka ON-AIR NEWS
- MORNING EYE!! 映画情報
- MORNING EYE!! LIVE情報
- MORNING EYE!! お出かけ情報

その他、交通情報もある。コーナーの詳しい説明はこちらを参考にされたい

## 公式ページ
- SATURDAY MORNING EYE[リンク切れ]（アーカイブ）